# Tjuvholmsundet
Tjuvholmsundet is een zeearm tussen de Svartösundet en de Germandöfjärden. Hij zorgt samen met het Svartösundet voor de afvoer van het water uit het stroomgebied van de Lule. De zeearm is op het smalste stuk nog geen 100 meter breed. Hij is genoemd naar het eiland Tjuvholmen.